# Ladice
Ladice es un municipio del distrito de Zlaté Moravce en la región de Nitra, Eslovaquia, con una población estimada a final del año 2024 de 719 habitantes.
Se encuentra ubicado al noreste de la región, a unos 120 km al este de Bratislava, cerca de la frontera con las regiones de Banská Bystrica y Trenčín.

## Demografía
| Año        | 1994 | 2004    | 2014    | 2024    |
| ---------- | ---- | ------- | ------- | ------- |
| Población  | 844  | 800     | 741     | 719     |
| Diferencia |      | −5,21 % | −7,37 % | −2,96 % |

| Año        | 2023 | 2024    |
| ---------- | ---- | ------- |
| Población  | 732  | 719     |
| Diferencia |      | −1,77 % |